# Ян Кірхгофф
Ян Кірхгофф (нім. Jan Kirchhoff, нар. 1 жовтня 1990, Франкфурт-на-Майні) — німецький футболіст, півзахисник, захисник клубу «Магдебург».
Виступав, зокрема, за «Майнц 05» та «Баварію», а також молодіжну збірну Німеччини.

## Клубна кар'єра
Народився 1 жовтня 1990 року в місті Франкфурт-на-Майні. Кар'єра Кірхгоффа почалася в клубі «Кікерс 16» у рідному Франкфурті. У дев'ятирічному віці він перейшов в команду юнаків (від 8 до 10 років) «Айнтрахта», там він чудово себе проявив і навіть став капітаном команди. Але після переходу на більш дорослий рівень (13-15 років), Ян перестав користуватися довірою у тренерів і все частіше опинявся на лаві запасних. Нічого не змінилося і в команді наступної вікової категорії (15-17 років). Це не влаштовувало Кірхгофа і в сімнадцятирічному віці він зважився на переїзд в Майнц.
Після переходу в «Майнц 05» Юрген Крамни, тренер молодіжної команди клубу, перекваліфікував Кірхгоффа з півзахисника, яким Ян був в «Айнтрахті», в захисника. Багато в чому це сприяло швидкому прогресу гравця, що не залишилося непоміченим тренерами юнацької збірної. 2 листопада 2008 року Ян дебютував за основну команду у Другій Бундеслізі, в грі проти «Рот-Вайсс» (Аален), Майнц виграв з рахунком 2:0, а Кірхгофф провів на полі всі 90 хвилин. Після чого був відзначений пресою як один з найталановитіших захисників німецького футболу. У Бундеслізі Ян дебютував 4 грудня 2010 року, в матчі проти свого минулого клубу. Матч закінчився перемогою «Айнтрахта» з рахунком 2:1, незважаючи на поразку Кірхгофф добре проявив себе і незабаром став основним гравцем і лідером оборони «Майнца». В кінці 2012 року Ян оголосив про рішення не продовжувати контракт з «карнавальниками». Після цього їм зацікавилися відразу кілька німецьких топ-клубів, серед яких були «Шальке 04», «Баварія» і дортмундська «Боруссія».
10 січня 2013 року Кірхгофф підписав контракт з «Баварією» до 30 червня 2016 року. Дебютував за новий клуб Ян в передсезонному матчі проти фан-клубу «Wildenau», матч закінчився з рахунком 15:1 на користь «Баварії». У четвертій грі передсезонного турніру проти клубу італійської Серії Б — «Брешія», Кірхгофф забив свій перший гол за мюнхенський клуб. Проте на офіційному рівні закріпитись у команді не зумів, зігравши до кінця року лише у 11 матчах в усіх турнірах.
У січні 2014 року Кірхгофф відправився в оренду терміном на півтора року в «Шальке 04». Перший матч за нову команду він провів 3 травня 2014 року в матчі 33-го туру Бундесліги проти «Фрайбурга» (2:0), вийшовши на заміну на 75-й хвилині.
У січні 2016 року Кірхгофф перейшов в «Сандерленд», підписавши контракт до червня 2017 року. Дебютував за новий клуб 16 січня 2016 року (22 тур) у виїзному матчі проти «Тоттенгема» (1:4), замінивши Денні Грема на 58-й хвилині. Після того, як він зіграв 15 матчів в своєму першому сезоні, на наступний сезон провів тільки сім, а його команда зайняла останнє місце у Прем'єр-лізі та понизилась у класі. Після цього 30 червня 2017 року Кірхгофф покинув клуб після закінчення контракту.
В подальшому німецький захисник тривалий час лишався без клубу і лише 22 лютого 2018 року підписав контракт до кінця сезону контракту з клубом англійського Чемпіоншипу «Болтон Вондерерз». Станом на 15 квітня 2018 року відіграв за клуб з Болтона 4 матчі в національному чемпіонаті.

## Виступи за збірні
За юнацьку збірну до 18 років зіграв три матчі. Дебют відбувся 13 листопада 2007 року в товариському матчі проти юнацької збірної Ірландії, Кірхгофф на 72-й хвилині вийшов на заміну замість Маріо Ерба. Матч закінчився перемогою збірної Німеччини з рахунком 4:0. У другому матчі знову ж проти Ірландії 15 листопада 2007 року, Ян вже вийшов в основному складі, однак Німеччина програла з рахунком 2:3, а Кірхгофф відзначився автоголом.
У збірній до 19 років Кірхгофф провів 8 матчів і відзначився одним голом. Дебютував 7 вересня 2008 року в товариському матчі з Чехією, замінивши на 74 хвилині Нільса Тейшейру.
У молодіжній збірної Німеччини дебютував 3 вересня 2010 року, в кваліфікації до чемпіонату Європи серед молодіжних команд 2011 у матчі проти збірної Чехії, матч закінчився з рахунком 1:1, єдиний гол за німців забив Кірхгофф. Тим не менш німецька збірна зайняла лише третє місце у групі і не вийшла у фінальну стадію турніру. Всього на молодіжному рівні зіграв у 18 офіційних матчах, забив 3 голи.

## Статистика виступів

### Статистика клубних виступів
| Сезон                  | Команда                | Чемпіонат              | Чемпіонат | Чемпіонат | Національний кубок | Національний кубок | Національний кубок | Континентальні кубки | Континентальні кубки | Континентальні кубки | Інші змагання | Інші змагання | Інші змагання | Усього | Усього |
| Сезон                  | Команда                | Ліга                   | Ігор      | Голів     | Ліга               | Ігор               | Голів              | Ліга                 | Ігор                 | Голів                | Ліга          | Ігор          | Голів         | Ігор   | Голів  |
| ---------------------- | ---------------------- | ---------------------- | --------- | --------- | ------------------ | ------------------ | ------------------ | -------------------- | -------------------- | -------------------- | ------------- | ------------- | ------------- | ------ | ------ |
| 2008–09                | «Майнц 05»             | 2БЛ (ІІ)               | 1         | 0         | КН                 | 0                  | 0                  | -                    | -                    | -                    | -             | -             | -             | 1      | 0      |
| 2009–10                | «Майнц 05»             | БЛ                     | 0         | 0         | КН                 | 0                  | 0                  | -                    | -                    | -                    | -             | -             | -             | 0      | 0      |
| 2010–11                | «Майнц 05»             | БЛ                     | 10        | 0         | КН                 | 0                  | 0                  | -                    | -                    | -                    | -             | -             | -             | 10     | 0      |
| 2011–12                | «Майнц 05»             | БЛ                     | 29        | 0         | КН                 | 3                  | 0                  | ЛЄ                   | 0                    | 0                    | -             | -             | -             | 32     | 0      |
| 2012–13                | «Майнц 05»             | БЛ                     | 18        | 0         | КН                 | 3                  | 0                  | -                    | -                    | -                    | -             | -             | -             | 21     | 0      |
| Усього за «Майнц 05»   | Усього за «Майнц 05»   | Усього за «Майнц 05»   | 58        | 0         |                    | 6                  | 0                  |                      | 0                    | 0                    |               | -             | -             | 64     | 0      |
| 2013–14                | «Баварія»              | БЛ                     | 7         | 0         | КН                 | 2                  | 0                  | ЛЧ                   | 2                    | 0                    | СН+КЧС        | 0+0           | 0             | 11     | 0      |
| 2013–14                | «Шальке 04»            | БЛ                     | 2         | 0         | КН                 | 0                  | 0                  | ЛЧ                   | -                    | -                    | -             | -             | -             | 2      | 0      |
| 2014–15                | «Шальке 04»            | БЛ                     | 14        | 0         | КН                 | 0                  | 0                  | ЛЧ                   | 4                    | 0                    | -             | -             | -             | 18     | 0      |
| 2015–16                | «Баварія»              | БЛ                     | 0         | 0         | КН                 | 1                  | 0                  | ЛЧ                   | 0                    | 0                    | СН            | 0             | 0             | 1      | 0      |
| Усього за «Баварію»    | Усього за «Баварію»    | Усього за «Баварію»    | 7         | 0         |                    | 3                  | 0                  |                      | 2                    | 0                    |               | 0             | 0             | 12     | 0      |
| 2015–16                | «Сандерленд»           | ПЛ                     | 15        | 0         | КА+КЛ              | -                  | -                  | -                    | -                    | -                    | -             | -             | -             | 15     | 0      |
| 2016–17                | «Сандерленд»           | ПЛ                     | 7         | 0         | КА+КЛ              | 0+1                | -                  | -                    | -                    | -                    | -             | -             | -             | 8      | 0      |
| Усього за «Сандерленд» | Усього за «Сандерленд» | Усього за «Сандерленд» | 22        | 0         |                    | 1                  | 0                  |                      | -                    | -                    |               | -             | -             | 23     | 0      |
| 2017–18                | «Болтон Вондерерз»     | Ч (ІІ)                 | 0         | 0         | КА+КЛ              | -                  | -                  | -                    | -                    | -                    | -             | -             | -             | 0      | 0      |
| Усього за кар'єру      | Усього за кар'єру      | Усього за кар'єру      | 103       | 0         |                    | 10                 | 0                  |                      | 6                    | 0                    |               | 0             | 0             | 119    | 0      |

## Титули і досягнення
- Клубний чемпіон світу (1):

«Баварія»: 2013